# Micropathus fuscus
Micropathus fuscus är en insektsart som beskrevs av Richards, A.M. 1968. Micropathus fuscus ingår i släktet Micropathus och familjen grottvårtbitare. Inga underarter finns listade i Catalogue of Life.